# Alessandria
Alessandria là một đô thị thuộc tỉnh Alessandria. Đây là thành phố tỉnh lỵ.
Đô thị này có diện tích 204 km2, dân số thời điểm ngày 31 tháng 8 năm 2009 là 93.922 người.
Thành phố nằm giữa một đồng bằng màu mỡ giữa sông Tanaro và sông Bormida, 90 km về phía đông nam Torino.
Thành phố Alessandria là một trung tâm vận tải đường sắt lớn.

## Cư dân nổi tiếng
- Saint Baudolino (khoảng năm 700-khoảng năm 740), đạo sĩ của Diễn đàn Fulvio
- Francis Filiberti (thế kỷ 15), nhà điêu khắc
- John Mazzoni (15-thế kỷ 16), họa sĩ
- Giorgio Soleri (thế kỷ 16), họa sĩ
- Giuseppe Vermiglio (16-17 thế kỷ), họa sĩ
- John Migliara (1785-1837), họa sĩ
- Andrea Vochieri (1796-1833), người yêu nước
- Urbano Rattazzi (1808-1873), chính khách
- Francesco Faa Bruno (1825-1888), nhà toán học và các linh mục
- Virginia Marini (1844-1918), nữ diễn viên
- Angelo Morbelli (1854-1919), họa sĩ
- Sibilla (1876-1960), họa sĩ
- Peter Moran (1889-1980), họa sĩ
- Giovanni Ferrari (1907-1982), cầu thủ bóng đá
- Walter Audisio (1909-1973), nhà chính trị
- Franco Sassi (1912-1993), họa sĩ
- Umberto Eco (sinh 1932), nhà văn
- Gianni Rivera (sinh 1943), cầu thủ bóng đá